# Maurice Samuel
Maurice Samuel (8 février 1895-4 mai 1972) est un essayiste, écrivain, traducteur et enseignant juif de nationalités britannique et américain. Militant sioniste, il est célèbre pour son travail You Gentiles (« Vous, les gentils [i.e. les non-Juifs] ») publié en 1924, où il critique les mœurs de ces derniers.
L'essentiel de son travail traite du Judaïsme et du rôle des juifs dans l'histoire et la société moderne. Ses travaux et positions sont acclamées dans la communauté juive durant sa vie.

## Publications
Fiction
- The Outsider (1921)
- Whatever Gods (1923)
- Beyond Woman (1934)
- Web of Lucifer (1947)
- The Devil that Failed (1952)
- The Second Crucifixion (1960)

Essais
- You Gentiles (1924)
- I, the Jew (1927)
- What Happened in Palestine: The Events of August, 1929: Their Background and Significance
- King Mob: A Study of the Present-Day Mind (1931)
- On the Rim of the Wilderness: The Conflict in Palestine (1931)
- Jews on Approval (1932)
- The Great Hatred (1940)
- The World of Sholom Aleichem (1943)
- Harvest in the Desert (1944)
- Haggadah of Passover (1947) (translation)
- Prince of the Ghetto (1948)
- The Gentleman and the Jew (1950)
- Level Sunlight (1953)
- The Professor And The Fossil (1956)
- Certain People of the Book (1955)
- Little Did I Know: Recollections and Reflections (1963)
- Blood Accustation: the Strange History of the Beiliss Case (1966)
- Light on Israel (1968)
- In Praise of Yiddish (1971)
- In the Beginning, Love: Dialogues on the Bible (collaboration) (1975)